# Gussainville
Gussainville – miejscowość i gmina we Francji, w regionie Grand Est, w departamencie Moza.
Według danych na rok 1990 gminę zamieszkiwało 14 osób, a gęstość zaludnienia wynosiła 1 osób/km² (wśród 2335 gmin Lotaryngii Gussainville plasuje się na 1028. miejscu pod względem liczby ludności, natomiast pod względem powierzchni na miejscu 377.).